# Edwardsiella
Edwardsella é um género de bactéria gram-negativa fermentativa da família Enterobacteriaceae. Neste gênero, há cinco espécies: anguillarum, piscicida, tarda, hoshinae e ictaluri. Foi identificada por W. H. Ewing, A. C. McWhorter, M. R. Escobar e A. H. Lubin em 1965.